# Новините.ею
Новините.ею е информационен сайт за новини. Той е включен в портфолиото на българската дигитална медийна агенция „Новините ЕЮ“.
Съдържанието в уебсайта включва както геолокални новини, така и новини на културни и развлекателни тематики представени с помощта на текстови материали и галерии. На началната страница на уебсайта Новините.ею място намират най-четените и най-актуалните новини за момента. Новините.ею предлага освен актуално съдържание на тематика технологии, така и специализирани статии свързани с бизнеса.

## История
Историята на Новините ЕЮ стартира през 2020 г., когато създателите на медията се захващат с проекта. Уеб сайтът на медията е създаден през 2021 г., под името Новините.ею. От създаването си Новините.ею има мобилна версия, включваща всички категории и функционалности, които предлага и новинарският уеб сайт.

## Категории
По данни от уеб сайта (април 2021 г.) на новинарската медия Новините ЕЮ, публикуваните категории новини са:
- България
- Европа
- Свят
- Бизнес
- Политика
- Спорт
- Здраве
- Технологии
- Развлечения
- Любопитно

## Социални мрежи
Новинарската агенция също има и присъствие в социалните мрежи. На страница на сайта им във „Фейсбук“ и страница на сайта им в „Инстаграм“, биват публикувани последните новини, публикувани и на уеб сайта.